# Ellis Hobbs
Ellis Hobbs III (Niagara Falls, 16 maggio 1983) è un giocatore di football americano statunitense che gioca nei Philadelphia Eagles.

## Nella NFL

### Stagione 2005
Preso come 84ª scelta dai New England Patriots ha giocato 16 partite di cui 8 da titolare facendo 44 tackle di cui 35 da solo, 9 deviazioni difensive e 3 intercetti per un totale di 8 yard, ha subito un fumble che poi lo ha recuperato ed ha anche recuperato un altro fumble facendo 7 yard. Infine ha fatto 15 ritorni su kickoff per 361 yard.

### Stagione 2006
Ha giocato 15 partite di cui 9 da titolare facendo 44 tackle di cui 37 da solo, 4 deviazioni difensive e 2 intercetti per un totale di 79 yard, un fumble recuperato per 5 yard e infine 10 ritorni su kick off per 360 yard con un touchdown.

### Stagione 2007
Ha giocato 16 partite tutte da titolare facendo 63 tackle"record personale" di cui 51 da solo, un sack, 12 deviazioni difensive e un intercetto per nessuna iarda, ha forzato un fumble che lo ha anche recuperato facendo 35 yard"record personale" con touchdown. Infine ha fatto 35 ritorni su kick off per 911 yard con un touchdown e un fumble perso.

### Stagione 2008
Ha giocato 16 partite tutte da titolare facendo 47 tackle di cui 39 da solo, 1,5 sack, 11 deviazioni difensive e 3 intercetti per nessuna iarda. Infine ha fatto 45 ritorni su kick off per 1281 yard"record personale" con un touchdown e un fumble poi recuperato.

### Stagione 2009
Passa ai Philadelphia Eagles dove gioca 8 partite di cui nessuna da titolare facendo 11 tackle di cui 8 da solo, 20 ritorni su kick off per 481 yard con un fumble perso.

## Palmarès
- PFWA All-Rookie Team - 2005